# Culicoides hirstus
Culicoides hirstus är en tvåvingeart som beskrevs av Khamala 1991. Culicoides hirstus ingår i släktet Culicoides och familjen svidknott.
Artens utbredningsområde är Uganda. Inga underarter finns listade i Catalogue of Life.